# Walerij Nosik
Walerij Bieniediktowicz Nosik (ros. Вале́рий Бенеди́ктович Но́сик; ur. 9 października 1940 w Moskwie, zm. 4 stycznia 1995 tamże) – radziecki aktor filmowy, teatralny i głosowy. Ludowy Artysta Federacji Rosyjskiej (1994). Pochowany na Cmentarzu Trojekurowskim w Moskwie.

## Wybrana filmografia

### Filmy fabularne
- 1965: Operacja „Y”, czyli przypadki Szurika
- 1970: Zbrodnia i kara jako Zamiotow
- 1972: Marmurowy dom jako „Hitler”
- 1977: Incognito z Petersburga jako Chłopow
- 1977: Oswobodzenie Pragi jako sierżant Skłowskij
- 1978: Ojciec Sergiusz jako chłop w saniach

### Filmy animowane
- 1978: Przygody Chomy jako Susełek (głos)